# LZ 10

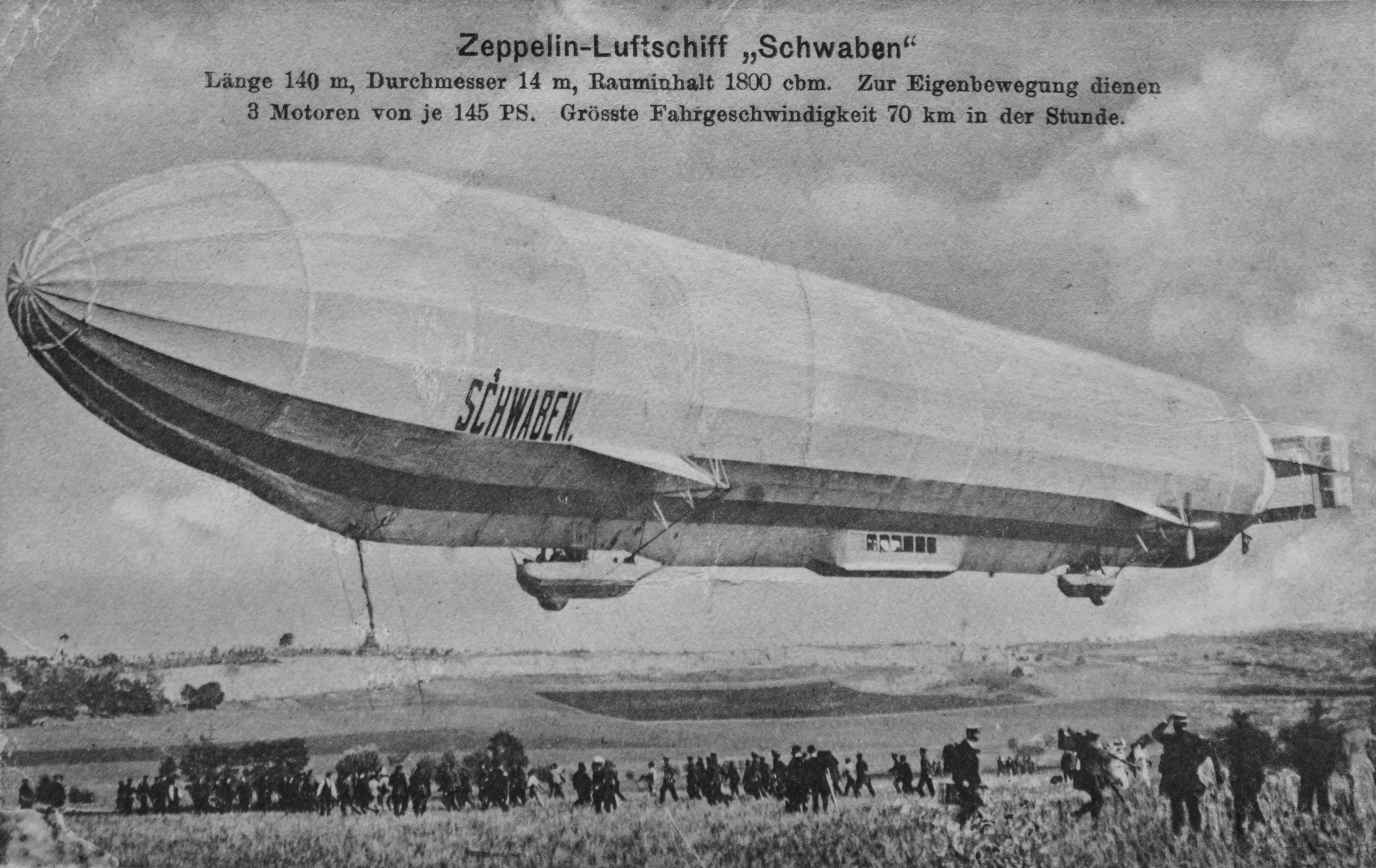
Sterowiec Zeppelin „Schwaben” ok. 1912 r.

LZ 10 Schwaben (Luftschiff Zeppelin) – dziesiąty sterowiec szkieletowy wybudowany w Niemczech przez wytwórnię Luftschiffbau Zeppelin GmbH z Friedrichshafen nad Jeziorem Bodeńskim. 
Budowę sterowca rozpoczęto w 1911. Należał do typu F. Sterowiec pierwszy próbny lot wykonał 26 czerwca 1911.

## Budowa
Długość całkowita wynosiła 140 m, a średnica 14 m. Jego konstrukcja była pokryta materiałem bawełnianym. W środku znajdowało się 17 komór, które wypełnionych wodorem o łącznej pojemności 17 800 m³. 
Sterowiec był zaopatrzony w trzy silniki o mocy 150 KM każdy, wyposażony był w dwie gondole, które mogły pomieścić 8 członków załogi i do 20 pasażerów.

## Historia lotów
Po odbyciu 5 lotów próbnych sterowiec został przekazany linii lotniczej DELAG. Przeleciał do hangaru w Baaden-Oss 15 lipca 1911. Stąd wykonywał loty widokowe w okolicach Baaden-Badenn do zimy 1911/1912. Po przerwie zimowej wznowił loty w marcu 1912. W czerwcu powrócił do macierzystej bazy w celu dokonania niezbędnych napraw. Po wyjściu ostatnich pasażerów, LZ 10 stanął w ogniu i uległ całkowitemu spaleniu. W ciągu roku sterowiec LZ 10 przebywał ponad 480 godz. w powietrzu, przewiózł 4 354 pasażerów i przebył 27 321 km w czasie 218 komercyjnych lotów.

## Parametry techniczne sterowca LZ 10
- długość 140 m
- średnica: 14 m
- gaz nośny (wodór): 17 800 m³
- masa własna: 13 600 kg
- napęd: 3 silniki Maybacha po 150 KM każdy
- maksymalna prędkość: 69 km/h
- maksymalny pułap: 1 300 m
- promień działania: 800 km
- udźwig: 6 500 kg
- załoga: 8 osób
- pasażerowie: maksymalnie 20 osób